# Chapelle Saint-Igny de Villers-le-Sec
La Chapelle de Saint Igny est une chapelle située dans la Haute-Saône sur le territoire de la commune de Villers-le-Sec dont elle est la propriété. C'est l'un des rares témoignages subsistant de l'architecture romane du département. Elle a été inscrite aux monuments historiques le 16 mai 1979.

## Historique
Dépendant à l'origine de la commune de Noroy-le-Bourg, où les évêques de Besançon se sont constitués un domaine temporel à partir du XIIe siècle, la chapelle doit sa fondation à la volonté des évêques d'installer sur leur territoire un hospitium. Dans la tradition chrétienne du Moyen Âge, l'assistance relève en effet de la responsabilité privilégiée des hommes d'Église, évêques et moines à une époque où les famines et les épidémies, en particulier le mal des ardents, frappent les populations. Sa dédicace à Saint Aignan, huitième évêque de Besançon et inventeur des reliques de Saint Ferjeux et Saint Ferréol vénérés pour leurs dons de guérison, confirme cette orientation. Il existe peu de documents historiques sur l'hospitium dont il ne subsiste que la chapelle, si ce n'est une mention dans un texte daté du XIVe siècle, où Eudes de Rougemont, archevêque de Besançon, rattache les revenus de la capellam et dominum sancti Aniani propè Noroy à ceux du chapitre de Besançon. Le domaine était asencé et il le fut notamment en 1291 au clerc Nicolas, qui en avait la jouissance et devait avoir soin du mobilier et des instruments. Il était tenu de laisser une bonne charrue s'il cessait d'en jouir.

## Description
L'édifice, qui semble avoir été plus important, comporte une nef unique à deux travées. La charpente repose sur une poutre maitresse, qui s'appuie sur deux chapiteaux sculptés. Un arc triomphal sépare la nef de l'abside en cul de four à l'intérieur et à trois pans à l'extérieur. Cinq baies romanes éclairent l'intérieur. Huit contreforts soutiennent les poussées de la toiture en lave. Le sanctuaire abrite un Christ en croix en bois polychrome du XIIIe siècle, une Vierge à l'Enfant du XVe siècle et une statue de saint Aignan du XVe siècle. Au sol, une tombe anonyme porte une croix en relief.